# Aspholmen, Jönköping

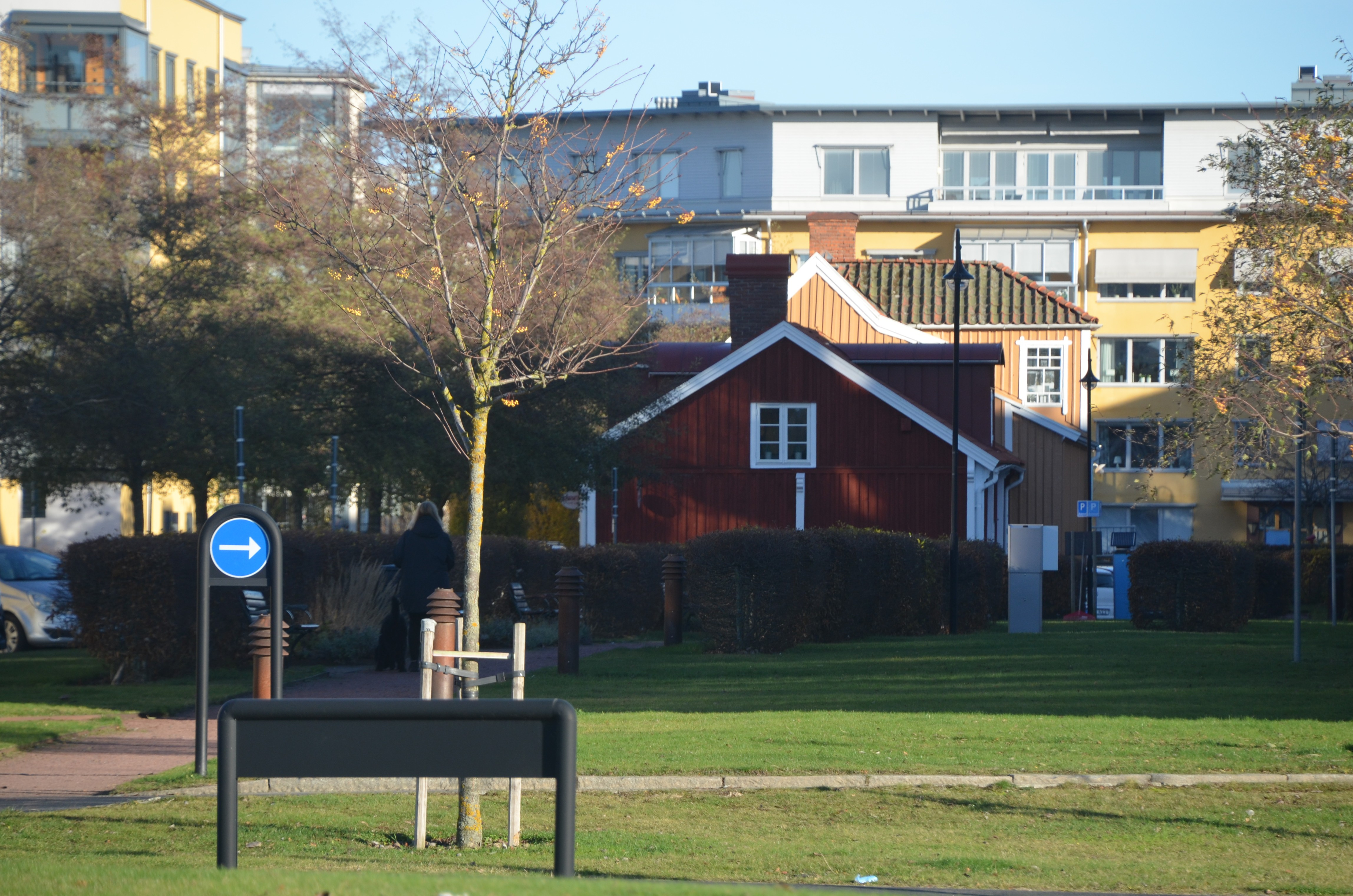
Aspholmen, 2024

Aspholmen är ett tidigare utvärdshus på Kålgården i Jönköping.
Aspholmen inrättades 1782 av rådmannen J.G. Schmidt som ett utvärdshus på en landholme i de då träskartade markerna söder om Tyska maden och Svenska maden. Det var Jönköpings första utvärdshus och består av två intilliggande byggnader. Det ena huset står på en hög källarvåning, vars ålder och tidigare funktion är omstridd. Dess sandstensblock kan ha kommit från en riven mur, som omgett Göta hovrätts tidigare byggnad.
I närheten byggdes vid Munksjön ett mindre varmbadhus på 1830-talet, som var i bruk till på 1870-talet.
Utvärdshuset Aspholmens sammanfogade byggnad har bevarats och ligger numera på mittremsan av den esplanad som anlagts på Kålgården, mellan Fortunagatan och Aspholmsgatan.